# Cino Cinelli
Cino Cinelli (* 9. Februar 1916 in Montespertoli; † 20. April 2001 ebenda) war ein italienischer Radrennfahrer und Fahrradproduzent.

## Sportliche Laufbahn

### Die Anfänge
Cino Cinelli war eins von zehn Kindern eines Kleinbauern aus der Nähe von Florenz. Seine Kindheit war geprägt von den damaligen Auseinandersetzungen zwischen den Faschisten und den Kommunisten, weshalb die Familie mehrfach umziehen musste. Sein erstes Fahrrad erhielt er im Alter von 13 Jahren und lieferte sich in der Folge Radrennen mit seinen Brüdern Giotto und Arrigo auf dem Weg zur Schule und zur Arbeit. Mit 14 Jahren musste er die Schule verlassen und mit einem Verdienst zum Familieneinkommen beitragen. Nach einem Zusammenstoss mit einem Auto gab ihm der Fahrer Geld genug, damit er sich ein Rennrad kaufen konnte. Er fand eine Anstellung bei einem Verlag, dessen Chef seinen Bildungshunger sowie seine Radsportambitionen unterstützte. Cino Cinelli wurde Mitglied des Radsportvereins Benotto, später wechselte er zum US Azzini. 1931 fuhr er sein erstes Amateurrennen, bei dem er von Gino Bartali im Kampf um den zweiten Platz geschlagen wurde.
Durch seinen ungeheuren Fleiß arbeitete sich Cinelli in den folgenden Jahren im Verlag nach oben. Als er 21 Jahre alt war, wechselten die Eigentümer. Die neue Geschäftsleitung stellte Cinelli ein Ultimatum: Job oder Radsport. Cinelli entschied sich für den Radsport.

### Profi-Sportler
1937 fuhr Cinelli noch auf eigene Rechnung und gewann den Giro dell’Appennino. Im Jahr darauf erhielt er seinen ersten Vertrag beim Team Frejus und gewann den Giro di Lombardia vor seinem lokalen Rivalen Bartali, mit dem er fortan eng befreundet war. Weiterhin gewann er zwei Etappen beim Giro d’Italia 1938. Beim Giro d’Italia 1939 entschied er die dritte Etappe für sich und übernahm damit die Führung in der Gesamtwertung, die er weitere fünf Etappen verteidigen konnte. Allerdings konnte er die Rundfahrt nicht beenden. 1939 gewann er den Giro di Campania. 1940 siegte er beim Giro del Piemonte. Größter Erfolg seiner sportlichen Laufbahn war – auch nach eigener Aussage – sein Sieg bei Mailand–Sanremo im Jahre 1943. Obwohl sich Italien mittlerweile im Krieg befand, wurden zur Unterhaltung der italienischen Bevölkerung weiterhin Straßenrennen ausgetragen, an denen Cinelli als freigestellter Soldat teilnehmen konnte. 1944 bestritt er seine letzten Rennen, um dann seine Laufbahn zu beenden.

## Berufliches und Engagement als Funktionär
1948 gründete Cino Cinelli in Mailand das gleichnamige Unternehmen, das insbesondere für die Produktion innovativer Fahrradkomponenten bekannt wurde. Auch beriet Cinelli seinen Geschäftsfreund Gentullio Campagnolo bei der Entwicklung neuer Produkte.
Cino Cinelli war auch gemeinsam mit Bartali und Fausto Coppi Gründer des italienischen Verbandes für Profi-Rennfahrer, die „Associazione Corridori Ciclisti Professionisti Italiani“ (ACCPI), und blieb deren Präsident 24 Jahre lang. Anfang der 1970er Jahre verfasste er für das Nationale Olympische Komitee von Italien (CONI) ein Handbuch über Theorie und Training des Radsports: Cycling (Rom 1972), welches in Italien als „Radsport-Bibel“ gilt.

## Erfolge
1937
- Giro dell’Appennino

1938
- Coppa Bernocchi
- zwei Etappen Giro d’Italia
- Giro di Lombardia

1939
- eine Etappe Giro d’Italia

1940
- Tre Valli Varesine
- Giro del Piemonte

1943
- Mailand–Sanremo
- Gesamtwertung und zwei Etappen Milano–Campo di Fiori